# Etstryck
Etstryck eller Enlevagetryck, tryckmetod för tryck på tyg som används på tyg infärgade med etsbara färgämnen. Det finns två typer av etstryck: vitets och färgets. Vitets innebär att färgpastan bara innehåller färgnedbrytande ämnen som tar bort färgen på tyget vilket gör att mönstret kommer att bli i vitt. Färgets innebär att man också blandar etsbeständiga färgämnen i färgpastan och att dessa kommer att ersätta den ursprungliga tygfärgen där pastan appliceras.
Det första etstrycket gjordes 1810 i Mulhouse i Frankrike av Daniel Koechlin.